# Haemobaphes disphaerocephalus
Haemobaphes disphaerocephalus är en kräftdjursart som beskrevs av Grabda 1976. Haemobaphes disphaerocephalus ingår i släktet Haemobaphes och familjen Pennellidae. Inga underarter finns listade i Catalogue of Life.